# 牧野元昭
牧野 元昭（まきの もとあき、Motoaki Makino、1956年2月11日 -）はギタリスト、音楽監督。1986年渡米、バークリー音楽大学を卒業後、1989年よりイリノイ州シカゴに移住。在米中、Moto Makino名で活動。Sugar Blue Bandに14年在籍。2004年帰国。東京を拠点に活動。2022年11月〜沖縄移住。

## プロフィール
- 1956年 - 東京都武蔵野市生まれ。
- 1971年 - 慶應義塾幼稚舎、慶應義塾普通部を経て慶應義塾高等学校在学中、ロックバンド「バッド・シーン（Bad Scene）」でデビュー。
- 1973年 - 日本キングレコードよりEP『すべてがわかる時』リリース。同年、近藤誠（後年Ex-pro経営）、斉藤俊二（現・ヒビノ）のスネイカーに参加。
- 1974年 - 山下成司のサポート・バンドに参加。
- 1975年 - 新川博、青山純、伊藤広規と「マジカル・シティ（Magical City）」を結成、アルファレコードと契約。ハイ・ファイ・セット、小坂明子、滝沢洋一、広谷順子、田山雅充、タイム・ファイブ、杉真理、古谷野とも子のステージ、レコーディングのサポート・バンドとなる。同バンドで佐藤博のHIGH TIMESに参加。同年、山田流筝曲家・作曲家、櫻井英顕に師事。
- 1976年-1985年 - 森村恭一郎カルテットに参加。
- 1978年 - MOONEY（橋詰宜秋）、スマイリー松本、大庭チン太、タイガー・マツ、付岡修と「ジョーク（Joke）」結成。
- 1982年 - 東京キッドブラザースのミュージカル『SHIRO』東京公演、全国ツアー、ワシントンDC、ジョン・F・ケネディ・センター公演に参加。同年、中村明一（尺八）、原田節（オンド・マルトノ）とばるぼら結成。
- 1983年 - 岡本一生のサポート・バンドに参加。同年クリストファー・ブレイズデル（w:Christopher Yohmei Blasdel：尺八）、リチャード・エマート（Richard Emmert：能管）との即興コンサートシリーズに参加。
- 1984年 - 劇団新芸座の『愛さずにいられない』公演の音楽および演奏担当。
- 1986年 - 渡米。ボストンバークリー音楽大学のSummer Semester期に入学。 在学中、ジョン・スコフィールド奨学金受賞。
- 1989年 - 9月、同大学卒業、イリノイ州シカゴに移住。ベティ・エベレット（w:Betty Everett）バンドに参加。
- 1990年-2004年 - グラミー賞受賞ブルースハープ奏者、シュガー・ブルー（w:Sugar Blue）のバンドに14年間、ギタリスト・音楽監督として参加。全米及びカナダ、フランス、スペイン、イタリア、スイス、フィンランド、ブラジル、ドイツ、日本ツアーを行う。（シカゴ新報1993年9月 シカゴ音楽家労働組合第1回ラマ賞シュガー・ブルー関連記事掲載）（America's Contemporary Blues Journal 1993年 Fall,Vol.2 Chicago Blues Magazine 14頁〜21頁にシュガー・ブルー特集記事掲載）（Mid-America Guide 1994年February号 9頁に、シュガー・ブルー・ブルースバンド日本ツアー記事掲載）
- 1996年-2000年 - 『シカゴ・ブルースフェスティバル』のメイン会場、ペトリロ・ミュージック・シェル（w:Petrillo Music Shell）に2度出演。初回は、1996年シュガー・ブルー・バンドで（シカゴ新報1996年5月29日第4793号3頁に関連記事掲載）、2回目は、2000年ゾラ・ヤング（w:Zora Young）・バンドで参加（シカゴ新報2000年6月記事、およびunderground-chicago誌 July vol.2 Issue1, 13頁に写真掲載）。
- ※在米中、グラミー賞候補ベーシストタツ青木トリオ、ゾラ・ヤング、リル・エド（w:Lil' Ed Williams）、メルヴィン・テイラー（w:Melvin Taylor）のメンバーとしても活動。この他、 バディ・ガイ、 ジュニア・ウェルズ、 カルロス・ジョンソン（シカゴ新報 2000年4月21日に共演記事掲載）、 エディ・クリアウォーター（w:Eddy Clearwater）、 バディ・マイルス（w:Buddy Miles）、 ルリー・ベル、 シル・ジョンソン（Syl Johnson）、 ヴァレリー・ウェリントン（w:Valerie Wellington）、 ヴォン・フリーマン（w:Von Freeman）、 ビリー・ブランチ（w:Billy Branch）、リー・オスカー（w:Lee Oskar）、ラッキー・ ピーターソン（w:Lucky Peterson）、 ルイス・マイヤーズ、 デイヴ・マイヤーズ、 キャリー・ベル、 パイントップ・パーキンズと共演。1998年w:アメリカン・ブロードキャスティング・カンパニー（ABC）のコメディ番組『CUPID』の第2話"The Linguist"に、シュガー・ブルー（w:Sugar Blue）バンドで出演。
- 2004年 - 帰国。同年10月、ロス・ロボス（w:Los Lobos）東京公演（LIQUIDROOM）のアンコールに参加（朝日新聞2004年10月8日ピーター・バラカン執筆"ステージ"に掲載）。
- 2005年 - 原田節（オンド・マルトノ）の"エキセントリック・ライブ"コンサートにゲスト出演。
- 2006年 - フランス・パリでの" Jazz in japan " フェスティバルに中村明一（尺八）、グレッグ・リー（Gregg Lee：Bass）と共に出演。
- 2008年 - 7月のジャパン・ブルース・フェスティバル（青森市）にて、ジミー・バーンズ（w:Jimmy Burns）が来日できず、その代理としてジミー・バーンズ・バンドに参加、キャサリン・ディヴィスと共演。
- 2009年 - 8月-9月、デヴィッド・コーワン（David Cowan：Drums：元バークリー音楽大学講師）のコンサートシリーズにギタリスト/プロデューサーとして参加。11月-12月、シュガー・ブルーのヨーロッパ&ロシアツアー（ルーマニア、エストニア、イギリス、イタリア、ポルトガル、ハンガリー、ロシア）に参加。
- 2010年 - シュガー・ブルーのアルバム「スレッショルド（THRESHOLD）」に参加。2010年10月公開の映画「BECK」（実写版・原作コミック）のジョン・リー・デイヴィス役のギター吹替え担当。
- 2011年 - 3月-4月、シュガー・ブルーのヨーロッパツアー（イタリア、クロアチア、スロヴェニア、スイス、オーストリア、チェコ、ポーランド）に参加。9月、ゾラ・ヤング日本公演をプロデュース。
- 2012年 - 江口弘史、Derek Shortとの活動他、小安田憲司、千賀タロー、倉本巳典、吉岡優三とのセミ・レギュラー活動開始。山崎よしき、今出宏、小川ヒロとのSIM-YOUに参加。
- 2013年 - 第85回春の選抜高校野球大会に於ける静岡・常葉菊川高校の応援曲「Soul Sacrifice」（サンタナ）の編曲担当。在米中シュガー・ブルー・バンドでも共演した、江口弘史（Bass）との自己のグループの他、現在日本にて活動中。

### 共演者
- 日本
  - 金子マリ、妹尾隆一郎、石川二三夫、八木のぶお、続木力、西村ヒロ、波田野哲也、大西真、塩川光二、ボブ斉藤、JIMI橋詰、デレク・ショート（Derek K. short）、ハイ・タイド・ハリス（Hi Tide Harris）、小安田憲司、新井田耕造、森園勝敏、松川純一郎、小川美潮、マック清水、横内健亨、青山純、伊藤広規、スージー・キム、カズ南沢、千賀太郎、MARU、松田幸一、井上尚彦、息才隆浩、Rikki、鈴木Goboh茂行、松本照夫、小川ヒロ、山崎よしき、宮良直哉、小野アイカ、吉川弾、倉本巳典、吉岡優三、今出宏、トミー・キャンベル（Tommy Campbell）、仲門ウィリー、w:Tom Pierson。
- 来日時
  - チャーリー・ドレイトン（w:Charley Drayton）、リル・エド、カルロス・ジョンソン（2007年9月10日）、
  - ウエイン・ベーカー・ブルックス（w:Wayne Baker Brooks）（2013年2月5日）と共演。

## ディスコグラフィ
（※渡米後）
- 『Studio Project 1990』
  - （1990年 / Berklee College of Music）（※ track2,9 のみ参加）
- 『アブソルートリー・ブルー』Sugar Blue
  - （1993年 / キングレコード）
- 『Blue Blazes』Sugar Blue
  - （1994年 / Alligator）（『アブソルートリー・ブルー』アメリカ版）
- 『セカンド・ギア』Sugar Blue
  - （1994年 / キングレコード）
- 『In Your Eyes』Sugar Blue
  - （1995年 / Alligator）（『セカンド・ギア』アメリカ版）
- 『Sounds Like 1996』Asian American Artists
  - （1996年 / IEL0002）（Ken Satoとの『Blues Improvisation』1曲のみ収録）
- 『A Windy Christmas』Tastu Aoki（タツ青木）
  - （1997年 / Asian Inprov / IEL）
- 『Jade Blue』Keith Uchima
  - （1998年 / Asian Inprov / Air9
- 『Finally Elijah』Elijah Levi
  - （1998年 / Southport / Northport）
- 『Redeeming the Time』Ann L. Chaney
  - （2000年・2曲に参加）
- 『Super Nova』Kokoo（中村明一
  - （2000年 / キングレコード）（※ 『エリナー・リグビー』のみ参加）
- 『Robin Dean』Robin Dean
  - （2001年）
- 『State Of Mind』Keith Uchima
  - （2001年 / Delectable Music）
- 『THRESHOLD』Sugar Blue
  - （2009年 / Beeble Music）